# Kamov Ka-15

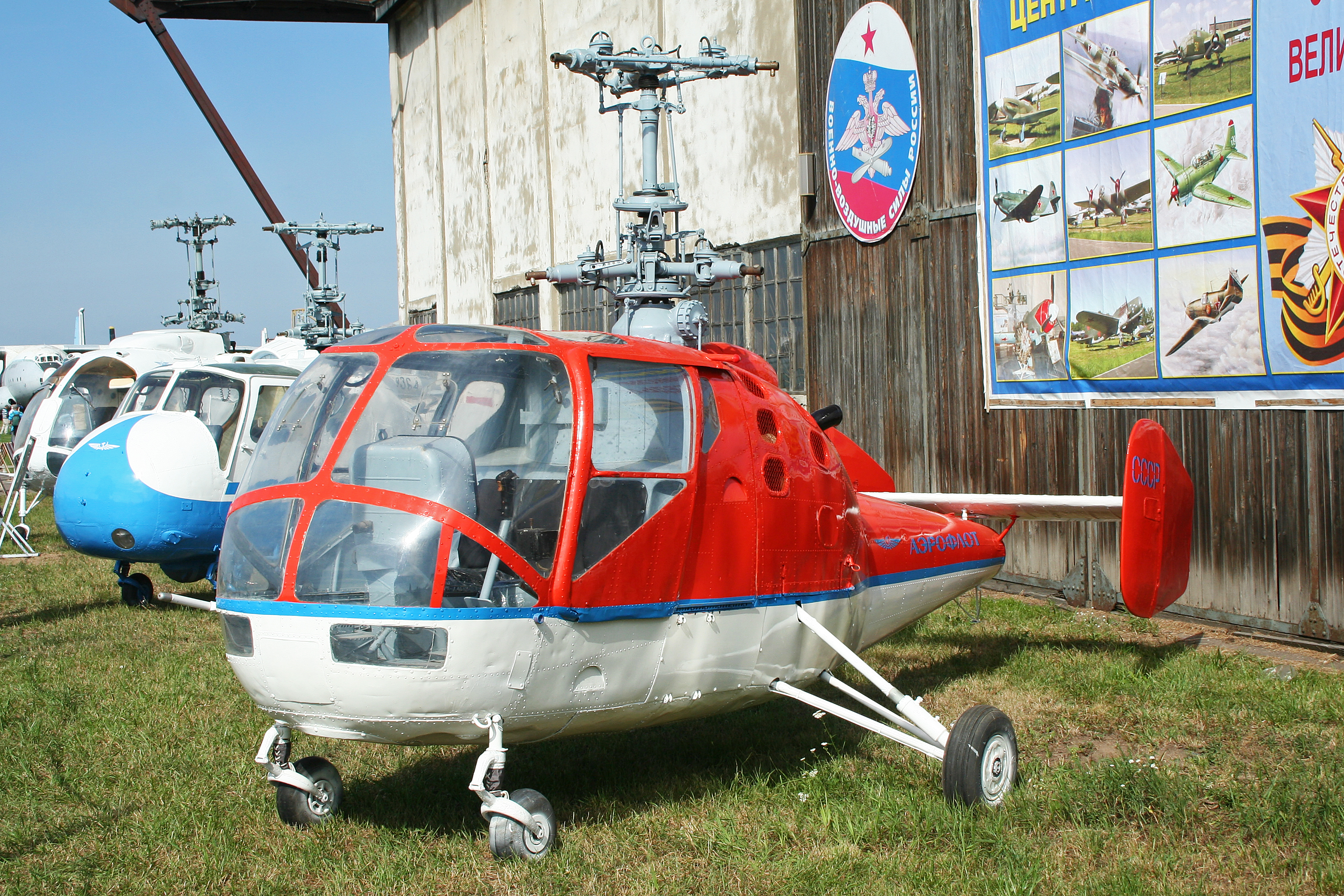
de Kamov Ka-15

De Kamov Ka-15 (Russisch: Ка-15) (NAVO-codenaam: Hen) was een Sovjet-Russische tweezitshelikopter met coaxiale rotors, gebouwd door Kamov.
De Kamov Ka-15, die voor het eerst vloog in 1952, was de voorganger van de Kamov Ka-18. Het toestel was uitgerust met de M-14 motor, geschikt gemaakt voor helikopters. Het is vooral gebruikt voor patrouilles boven bossen, agrarische taken en visserijcontrole. 

## Specificaties
- Bemanning: 1
- Lengte: 6,26 m
- Hoogte: 3,35 m
- Rotordiameter: 9,96 m
- Leeggewicht: 968 kg
- Max. startgewicht: 1.460 kg
- Topsnelheid: 155 km/h
- Bereik: 520 km
- Plafond: 3.500 m
- Motoren: 1× Ivchenko Al-14V-radiaalmotor, 188 kW